# کوبیانتکاری
کوبیانتکاری (به لاتین: Kobiaantkari) یک منطقهٔ مسکونی در گرجستان است که در متسختا-متیانتی واقع شده‌است. کوبیانتکاری ۳۹۹ نفر جمعیت دارد و ۵۸۰ متر بالاتر از سطح دریا واقع شده‌است.